# Buffalo Bills 2009
La stagione 2009 dei Buffalo Bills è stata la 40ª della franchigia nella National Football League, la 50ª incluse quelle nell'American Football League. Nella terza e ultima stagione e ultima sotto la direzione del capo-allenatore Dick Jauron, licenziato dopo la settimana 10, la squadra ebbe un record di 6 vittorie e 10 sconfitte, piazzandosi quarta nella AFC East e mancando i playoff per il decimo anno consecutivo.

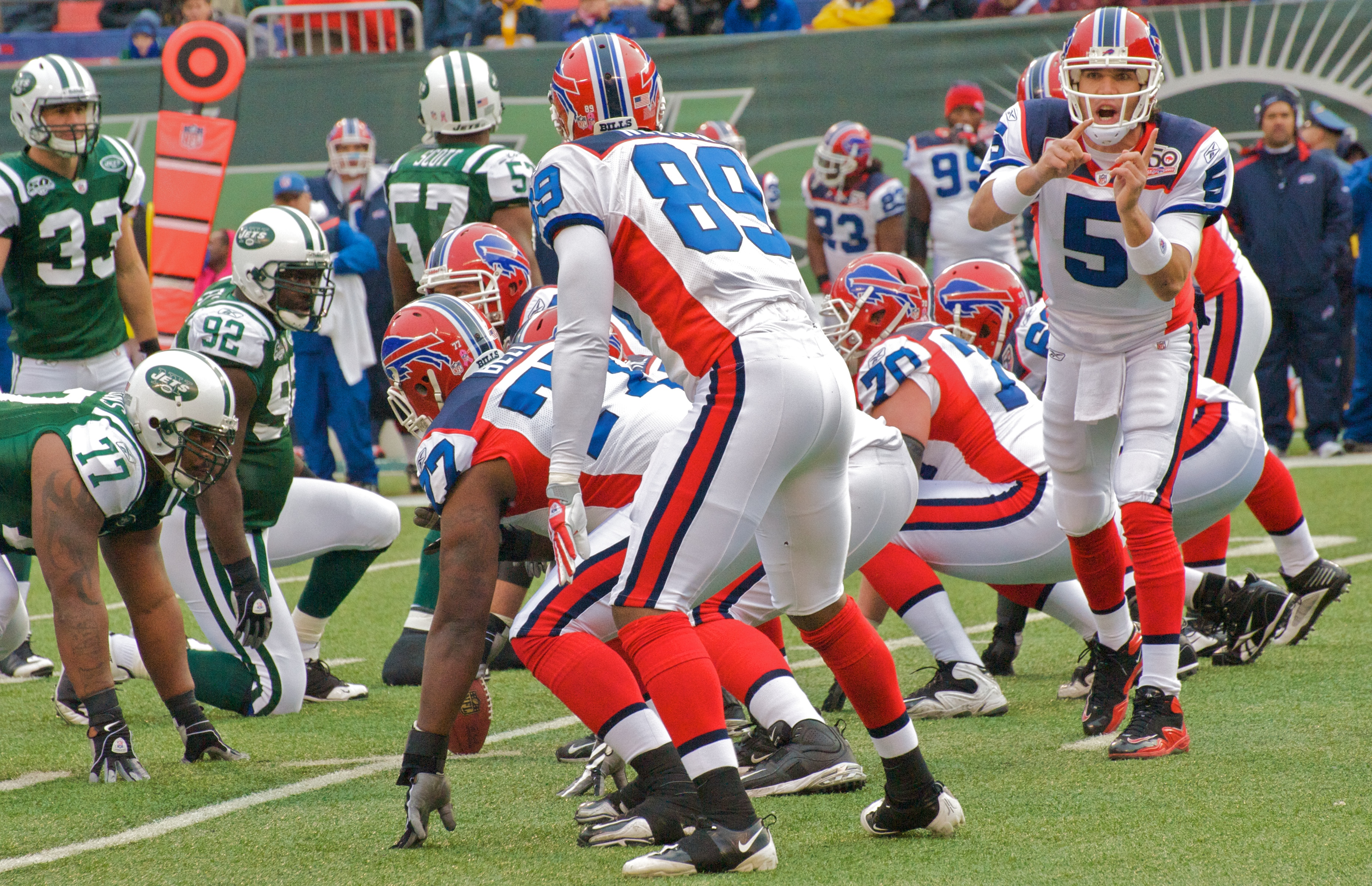
La partita contro i New York Jets del 18 ottobre

## Roster
| Roster dei Buffalo Bills nel 2008 |
| --- |
| Quarterback - 4 Brian Brohm - 5 Trent Edwards - 14 Ryan Fitzpatrick - 10 Gibran Hamdan Running Back - 22 Fred Jackson KR - 23 Marshawn Lynch - 38 Corey McIntyre FB Wide Receiver - 83 Lee Evans - 84 James Hardy - 17 Justin Jenkins - 13 Stevie Johnson - 81 Terrell Owens - 11 Roscoe Parrish PR - 82 Josh Reed Tight End - 87 Joe Klopfenstein - 89 Shawn Nelson - 88 Jonathan Stupar Offensive Linemen - 73 Kirk Chambers T - 61 Christian Gaddis G/C - 63 Geoff Hangartner C - 74 Nick Hennessey T - 62 Richie Incognito G - 67 Andy Levitre G - 69 Jamon Meredith G/T - 76 Andre Ramsey T - 79 Jonathan Scott T Defensive Linemen - 92 Ryan Denney DE - 93 Chris Ellis DE - 91 Spencer Johnson DT - 90 Chris Kelsay DE - 97 John McCargo DT - 58 Aaron Maybin DE - 94 Aaron Schobel DE - 99 Marcus Stroud DT - 95 Kyle Williams DT Linebacker - 57 Jon Corto OLB - 52 Chris Draft OLB/ILB - 96 Ryan Manalac ILB - 59 Ashlee Palmer OLB - 51 Paul Posluszny ILB - 43 Bryan Scott OLB/SS - 50 Josh Stamer OLB Defensive Back - 27 Reggie Corner CB - 29 Drayton Florence CB - 47 Cary Harris FS - 25 Ellis Lankster CB - 21 John Wendling SS - 20 Donte Whitner FS - 37 George Wilson SS - 26 Ashton Youboty CB Special Team - 9 Rian Lindell K - 8 Brian Moorman P - 65 Garrison Sanborn LS Lista delle riserve - 77 Demetress Bell OT (IR) - 53 Marcus Buggs ILB (IR) - 60 Brad Butler OT (IR) - 31 Jairus Byrd FS (IR) - 56 Keith Ellison OLB (IR) - 86 Derek Fine TE (IR) - 25 Justise Hairston RB (IR) - 54 Nic Harris OLB (IR) - 35 Todd Johnson FS (IR) - 24 Terrence McGee CB (IR) - 71 Jermaine McGhee DE (IR) - 28 Leodis McKelvin CB (IR) - 68 Seth McKinney G/C (IR) - 55 Kawika Mitchell OLB (IR) - 61 Marvin Philip C (IR) - 40 Lydell Sargeant CB (IR) - 80 Derek Schouman TE (IR) - 71 Kendall Simmons G (IR) - 98 Marcus Smith DT (IR) - 70 Eric Wood G (IR) Squadra di allenamento - 72 Rashaad Duncan DT - 42 Bruce Hall RB - 98 Lonnie Harvey DT - 18 C.J. Hawthorne WR (Injured) - 15 Felton Huggins WR - 75 Corey Mace DT - 66 Jason Watkins OT |
| Legenda - I rookie sono in corsivo. - Il primo ruolo è il principale mentre gli eventuali successivi indicano i ruoli secondari. - (IR) sta per Injured Reserve ed indica la lista ristretta per un solo giocatore infortunato che può tornare ad allenarsi dopo la settimana 6 e a rientrare in prima squadra dopo che questa ha giocato 8 partite. - (NF-Inj.) / (NF-Ill.) stanno rispettivamente per Non-Football Injured e Non-Football Illness ed indicano le liste dove viene inserito un giocatore che ha un infortunio o una malattia non dipendente dal football americano. - (PUP) sta per Physically Unable to Perform ed indica la lista dove viene inserito un giocatore mentre è in attesa di recuperare la condizione fisica. Nella stagione regolare dopo la sesta partita giocata dalla propria squadra, il giocatore ha tempo tre settimane per riprendere ad allenarsi, più tre settimane aggiuntive dal suo rientro agli allenamenti per rientrare in prima squadra. |

Fonte:

## Calendario
| Stagione regolare |                    |                         |                    |                    |                                |                    |                    |                    |                    |
| Turno             | Data               | Avversario              | Risultato          | Record             | Stadio                         | Sintesi            |                    |                    |                    |
| 1                 | 14 settembre       | at New England Patriots | S 24–25            | 0–1                | Gillette Stadium               | Recap              |                    |                    |                    |
| 2                 | 20 settembre       | Tampa Bay Buccaneers    | V 33–20            | 1–1                | Ralph Wilson Stadium           | Recap              |                    |                    |                    |
| 3                 | 27 settembre       | New Orleans Saints      | S 7–27             | 1–2                | Ralph Wilson Stadium           | Recap              |                    |                    |                    |
| 4                 | 4 ottobre          | at Miami Dolphins       | S 10–38            | 1–3                | Land Shark Stadium             | Recap              |                    |                    |                    |
| 5                 | 11 ottobre         | Cleveland Browns        | S 3–6              | 1–4                | Ralph Wilson Stadium           | Recap              |                    |                    |                    |
| 6                 | 18 ottobre         | at New York Jets        | V 16–13 (dts)      | 2–4                | Giants Stadium                 | Recap              |                    |                    |                    |
| 7                 | 25 ottobre         | at Carolina Panthers    | V 20–9             | 3–4                | Bank of America Stadium        | Recap              |                    |                    |                    |
| 8                 | 1º novembre        | Houston Texans          | S 10–31            | 3–5                | Ralph Wilson Stadium           | Recap              |                    |                    |                    |
| 9                 | Settimana di pausa | Settimana di pausa      | Settimana di pausa | Settimana di pausa | Settimana di pausa             | Settimana di pausa | Settimana di pausa | Settimana di pausa | Settimana di pausa |
| 10                | 15 novembre        | at Tennessee Titans     | S 17–41            | 3–6                | LP Field                       | Recap              |                    |                    |                    |
| 11                | 22 novembre        | at Jacksonville Jaguars | S 15–18            | 3–7                | Jacksonville Municipal Stadium | Recap              |                    |                    |                    |
| 12                | 29 novembre        | Miami Dolphins          | V 31–14            | 4–7                | Ralph Wilson Stadium           | Recap              |                    |                    |                    |
| 13                | 3 dicembre         | New York Jets           | S 13–19            | 4–8                | Rogers Centre (Toronto)        | Recap              |                    |                    |                    |
| 14                | 13 dicembre        | at Kansas City Chiefs   | V 16–10            | 5–8                | Arrowhead Stadium              | Recap              |                    |                    |                    |
| 15                | 20 dicembre        | New England Patriots    | S 10–17            | 5–9                | Ralph Wilson Stadium           | Recap              |                    |                    |                    |
| 16                | 27 dicembre        | at Atlanta Falcons      | S 3–31             | 5–10               | Georgia Dome                   | Recap              |                    |                    |                    |
| 17                | 3 gennaio          | Indianapolis Colts      | V 30–7             | 6–10               | Ralph Wilson Stadium           | Recap              |                    |                    |                    |

## Classifiche
| AFC East                 |    |    |   |      |     |      |     |     |     |
|                          | V  | S  | P | %    | DIV | CONF | PF  | PS  | STR |
| (3) New England Patriots | 10 | 6  | 0 | .625 | 4–2 | 7–5  | 427 | 285 | S1  |
| (5) New York Jets        | 9  | 7  | 0 | .563 | 2–4 | 7–5  | 348 | 236 | V2  |
| Miami Dolphins           | 7  | 9  | 0 | .438 | 4–2 | 5–7  | 360 | 390 | S3  |
| Buffalo Bills            | 6  | 10 | 0 | .375 | 2–4 | 4–8  | 258 | 326 | V1  |